# Michael Raddatz

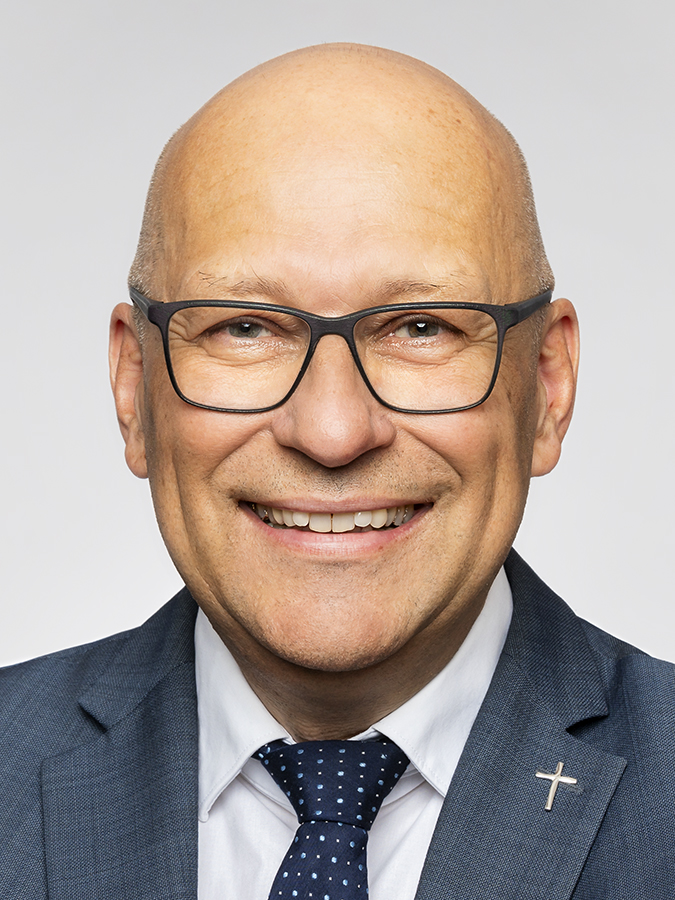
Michael Raddatz

Michael Raddatz (* 12. April 1965 in Zell am Harmersbach) ist ein deutscher evangelischer Pfarrer und seit 2016 Superintendent des Kirchenkreises Tempelhof-Schöneberg in Berlin. Er tritt insbesondere für die interreligiöse Zusammenarbeit sowie für die Förderung von Erinnerungskultur und Bildungsinitiativen ein.

## Ausbildung
Michael Raddatz studierte Evangelische Theologie in Berlin und Prag und absolvierte sein Vikariat in Berlin und Birmingham.

## Beruflicher Werdegang
Die Tätigkeit als Pfarrer begann er in der Berliner Gethsemanegemeinde, die aufgrund ihrer besonderen Rolle der Friedensgebete in der DDR besondere Bedeutung gewann. Im Anschluss folgten 1999 Pfarrstellen als Dompfarrer an der Oberpfarr- und Domkirche zu Berlin sowie 2003 in der Kirchengemeinde Wannsee, wo er sich erfolgreich für den Bau von Flüchtlingsunterkünften einsetzte.
Seit 2014 war er als stellvertretender Superintendent im Kirchenkreis Teltow-Zehlendorf für Personal- und Finanzfragen zuständig. 2016 wurde er von der Kreissynode zum Superintendenten des Kirchenkreises Tempelhof-Schöneberg gewählt.

## Positionen
Besondere Bedeutung gewann er mit dem Projekt zur Erinnerungskultur „Lebensmelodien“, das jüdische Musik aus der Zeit des Holocaust im Rahmen interreligiöser Zusammenarbeit wiederbelebt. Im Rahmen der Covid-19-Pandemie wurden die von Raddatz initiierten digitalen Pfarrstellen und Online-Gottesdienste von Rechtsextremen angegriffen.
Als Superintendent gründete er das erste Geistliche Zentrum für Demenz zur spirituellen Begleitung von Menschen mit Demenz und deren Angehörigen. Laut Raddatz sollen damit demografisch relevante Themen in der Kirche abgebildet werden.

## Persönliches
Michael Raddatz ist verheiratet und hat zwei Kinder. Neben seiner pfarramtlichen Tätigkeit engagiert er sich ehrenamtlich in Projekten zur Erinnerungskultur und fördert die Einbindung von Menschen verschiedener Glaubensrichtungen in kirchliche und soziale Aufgaben.
- Aufsichtsrat: Stephanus-Stiftung[14]
- Aufsichtsratsvorsitzender: Evangelischer Kitaverband Mitte-West[15]
- Verbandsvorsitzender: Verband evangelischer Tageseinrichtungen (VETK)[16]